# Janne Parviainen
Pour les articles homonymes, voir Parviainen.
Janne Olavi Parviainen, né en 1973, en Finlande, est un batteur pour des groupes de heavy metal tels que Ensiferum (depuis 2005), ou encore Waltari (1990-2002) et aussi Sinergy. Son premier enregistrement avec Ensiferum fut Dragonheads.